# Anurophorus septentrionalis
Anurophorus septentrionalis is een springstaartensoort uit de familie van de Isotomidae. De wetenschappelijke naam van de soort is voor het eerst geldig gepubliceerd in 1966 door Palissa.